# パウラーロ
パウラーロ（伊: Paularo）は、イタリア共和国フリウリ＝ヴェネツィア・ジュリア州ウーディネ県にある、人口約2,300人の基礎自治体（コムーネ）。

## 地理

### 位置・広がり
ウーディネ県北部、カルニア地方のコムーネで、北にオーストリアと国境を接する。

#### 隣接コムーネ
隣接するコムーネは以下の通り。括弧内のATはオーストリア領（AT-2はケルンテン州）を示す。
- アルタ・テルメ
- デラッハ（イタリア語版） (AT-2)
- ヘルマゴール＝プレセッガー・ゼー（イタリア語版） (AT-2)
- キルヒバッハ（イタリア語版）(AT-2)
- ケチャッハ＝マウテン（イタリア語版） (AT-2)
- モッジョ・ウディネーゼ
- パルッツァ
- トレッポ・リゴスッロ

### 気候分類・地震分類
パウラーロにおけるイタリアの気候分類 (it) および度日は、zona F, 3510 GGである。
また、イタリアの地震リスク階級 (it) では、zona 2 (sismicità media) に分類される。

## 行政

### 分離集落
パウラーロには、以下の分離集落（フラツィオーネ）がある。
- Casaso, Chiaulis, Dierico, Misincinis, Ravinis, Rio, Salino, Trelli, Villafuori, Villamezzo

## 姉妹都市
- Sillingy、フランス 2000年
- キルヒバッハ（イタリア語版）、オーストリア 2003年
- ブーチネ、イタリア 2009年